# Фиалковая долина (Братислава)
Фиалковая долина (словац. Fialková dolina) – природный заповедник в области Малых Карпат.
Расположен в округе Братислава IV, в Братиславском крае. Территория была объявлена заповедником в 1993 году. Её площадь - 20,5879 га. Буферная зона не установлена.
Предметом охраны является: Охрана территории в юго-западной части Малых Карпат. Геологический субстрат представляет собой кристаллический комплекс, долина возникла на линии разлома - опущение и поднятие блоков. В центральной части имеет характер каньона. Сохранившиеся дубово-грабовые леса, редкие виды растений, в частности семейства ятрышников.

## Внешние ссылки
- Природный заповедник "Фиалковая долина", государственный кадастр особо охраняемых уголков природы Словацкой Республики
- Охраняемые территории, государственная служба охраны природы Словацкой Республики